# Любовка (Башкортостан)
Любовка (баш. Любовка) — деревня в Стерлитамакском районе Республики Башкортостан Российской Федерации. Входит в состав Услинского сельсовета. 

## География

### Географическое положение
Расстояние до:
- районного центра (Стерлитамак): 39 км,
- центра сельсовета (Верхние Услы): 11 км,
- ближайшей ж/д станции (Стерлитамак): 34 км.

## История
В 1992—2008 гг. деревня входила в состав Чуртановского сельсовета.

## Население
| 2002 | 2009 | 2010 |
| ---- | ---- | ---- |
| 90   | ↗113 | ↘88  |